# (19119) Димпна
(19119) Димпна (лат. DiMPNa) — типичный астероид главного пояса, открыт 27 сентября 1981 года советским астрономом Людмилой Карачкиной в Крымской астрофизической обсерватории и 2 сентября 2001 года назван в честь «Словаря имён малых планет» Л. Д. Шмаделя.

## Обнаружение и именование
(19119) Димпна
Открыт 27 сентября 1981 года в Крымской астрофизической обсерватории Л. Г. Карачкиной.
Словарь названий малых планет (аббревиатура DiMPNa) — это каталог, отредактированный Лутцем Д. Шмаделем в 1991, 1993, 1996 и 1999 годах. Такое отражение истории человечества стало возможным благодаря интенсивной наблюдательной и численной работе исследователей малых планет по всему миру.
Оригинальный текст (англ.)19119 Dimpna
Discovered 1981 Sept. 27 by L. G. Karachkina at the Crimean Astrophysical Observatory.
The Dictionary of Minor Planet Names (DiMPNa) is a catalogue edited by Lutz D. Schmadel in 1991, 1993, 1996 and 1999. This reflection of the history of humanity is possible by intensive observational and numerical work of researchers on minor planets all over the world.
Источники: 20010902/MPCPages.arc; M.P.C. 43383.

## Орбита

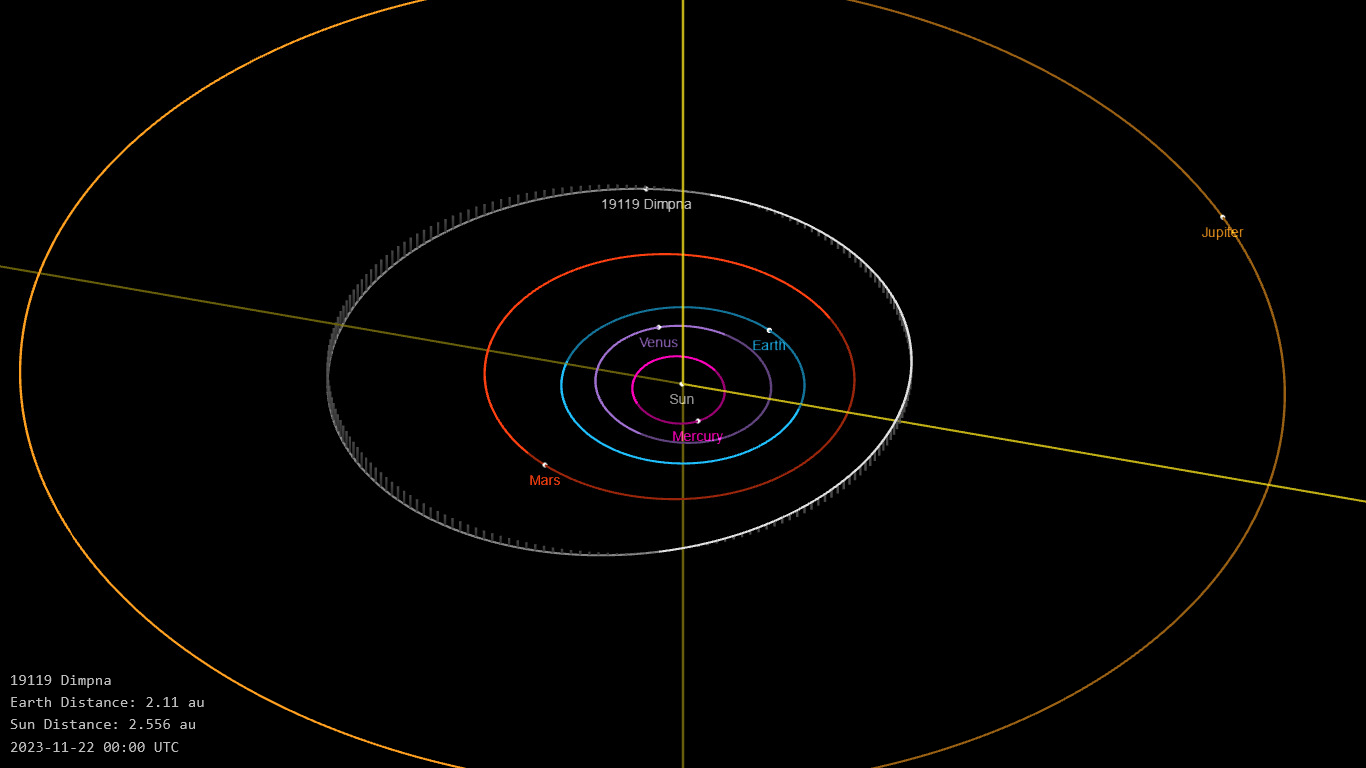
Орбита астероида Димпна и его положение в Солнечной системе

## Физические характеристики
Астероид относится к таксономическому классу S.
По результатам наблюдений системы телескопов панорамного обзора и быстрого реагирования Pan-STARRS и наблюдений системы последнего оповещения о столкновении астероида с Землей Asteroid Terrestrial-impact Last Alert System абсолютная звёздная величина астероида сначала оценивалась равной 14,96±0,22m, позже — 14,49±0,088m и 14,70±0,140m.